# Degerselet
Degerselet är en milslång sjö i Råne älv strax norr om Niemisel i Bodens kommun och Luleå kommun i Norrbotten som ingår i Råneälvens huvudavrinningsområde. Sjön har en area på 10,8 kvadratkilometer och ligger 21 meter över havet. Degerselet ligger i Råneälven Natura 2000-område. Sjön avvattnas av vattendraget Råneälven.
Älven mynnar i sjöns nordöstra sida nära Lassbyn. Ett annat tillflöde är Abramsån, som mynnar i Degerselets norra ände intill Sörbyn. Vid sjöns södra ände har många sina sommarstugor. Där finns också badplatsen Sandviken, som är ett populärt utflyktsmål sommartid.
Vid sjöns västra strand ligger byn Degersel. Fram till 1970-talet hade järnvägen en hållplats vid Degersel för de rälsbussar som trafikerade sträckan Boden-Haparanda. Idag består trafiken enbart av godstransporter.
Degerselet rinner ut i den mindre sjön Rensundet, som i sin tur rinner ut i Långforsen och Niemiforsen in mot centrala delen av Niemisels by.

## Delavrinningsområde
Degerselet ingår i delavrinningsområde (733841-177467) som SMHI kallar för Utloppet av Degerselet. Medelhöjden är 61 meter över havet och ytan är 57,76 kvadratkilometer. Räknas de 217 avrinningsområdena uppströms in blir den ackumulerade arean 3 776,42 kvadratkilometer. Avrinningsområdets utflöde Råneälven mynnar i havet. Avrinningsområdet består mestadels av skog (69 procent). Avrinningsområdet har 11,1 kvadratkilometer vattenytor vilket ger det en sjöprocent på 19,2 procent.